# Преходно състояние
Преходното състояние на дадена химична реакция представлява определена конфигурация по реакционната координата. Това е състоянието, съответстващо на най-голямата потенциална енергия по тази реакционна координата. Обикновено се обозначава със символа обелиск (‡).
Преходното състояние, показано по-долу, настъпва по време на SN2 реакцията на бромоетан с хидроксилен анион:
Активираният комплекс на дадена реакция може да се отнася както за преходното състояние, така и за други състояние по реакционната координата между реагентите и продуктите, особено тези в близост до преходното състояние. Според теорията на преходното състояние, веднъж щом реагентите преминат през конфигурацията на преходното състояние, те винаги продължават с образуването на продукти.
Понятието на преходното състояние заема важно място в много теории относно скоростта на химичните реакции. Самата теория на преходното състояние е разработена през 1935 г. от Хенри Айринг, Мередит Евънс и Майкъл Полани. Тя внася основни концепции в химичната кинетика, които се използват и до днес.
Сблъсък между молекулите на реагенти може да започне успешна химична реакция или не. Резултатът зависи от фактори като относителна кинетична енергия, относителна ориентация и вътрешна енергия на молекулите. Дори участниците в сблъсъка да образуват активиран комплекс, не е задължително те да създадат продукт, а комплексът може да се разпадне обратно до реагенти.
Поради законите на квантовата механика, преходното състояние не може да се засече или да се наблюдава пряко. Все пак, методите на фемтохимичната инфрачервена спектроскопия позволяват да се изучава молекулярната структура изключително близко до точката на преходно състояние. Често по реакционната координата се намират реактивни междинни съединения, които не са с много по-ниска енергия от преходното състояние, което затруднява разграничаването на двете.